# Tollos
Tollos è un comune spagnolo situato nella comunità autonoma Valenciana. Si trova nella comarca di Comtat e nella zona prevalentemente valenciana.
Ha una popolazione registrata di 56 abitanti nel 2018 (INE).

## Toponomastica
Il nome della località si riferisce a depressioni o cavità del suolo (Tollos) ed è di origine mozarabica, poiché durante la conquista cristiana menziona un Hisn Tulu ("Castello di Tollos") che faceva parte dei domini di Al-Azraq (1245). Anni dopo appare come Toyllo e, già nel XV secolo, come Tollo.

## Geografia fisica

### Confini

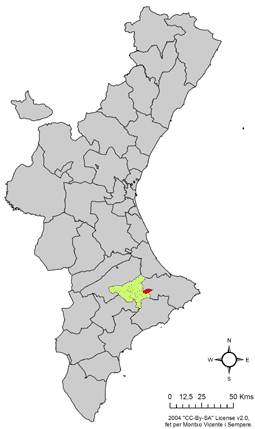
nella comunità Valenciana.

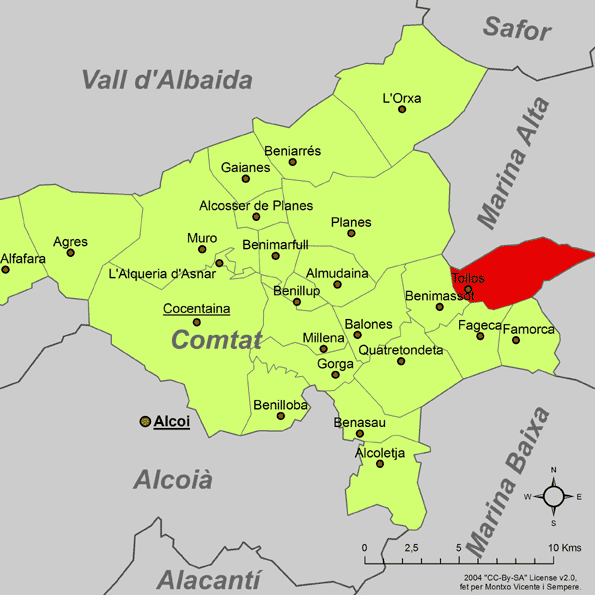
nella comarca del Comitato.

Tollos si trova a 25 km a nord-est di Alcoy. Confina con i comuni di Benimassot, Castell de Castells, Facheca, Famorca, La Vall d'Alcalà e Vall de Ebo.
Località Limitrofe
|                   | Nord: La Vall d'Alcalà |                          |
| Ovest: Benimassot |                        | Est: Castell de Castells |
|                   | Sud: Facheca, Famorca  |                          |

### Orografia
Il comune di Tollos si trova nella valle del fiume Seta, sul versante meridionale della Sierra Alfaro. Il rilievo è formato da una valle che sorge a SO-NE, aperta tra le ultime pendici della catena montuosa dell'Almudaina a nord (945 metri sopra il livello di Solana) e la catena montuosa dell'Alfaro a sud (1166 m s.l.m. nella sua vetta più alta).
La parte occidentale della valle è più ampia, mentre la parte orientale si restringe fino a creare una gola che forma il Burrone di Malafí, la cui direzione nord-est fa fluire nel fiume Gorgos dopo aver dato origine ai canyon l'Infern, e in Vall de Ebo.

### Tempo
Tollos ha un clima montano, anche se mite, che consente lo sviluppo di ulivi e altri alberi mediterranei. Le temperature medie oscillano tra 7 °C in gennaio e 23 °C in luglio, con gelate in inverno e in primavera che causano danni periodici all'agricoltura. Le precipitazioni oscillano intorno ai 550 millimetri all'anno, in inverno può anche essere sotto forma di neve.

## Società

### Evoluzione demografica
Dopo essere stato spopolato nel 1609 dall'espulsione dei Mori, il ripopolamento era molto lento, in modo che nel 1713 aveva solo 9 vicini (circa 41 abitanti). Nel 1794, secondo Cavanilles, era cresciuto fino a 40 vicini (180 abitanti); nel 1900 sono stati 210 abitanti e nel 1950 erano ancora 193. Da quel momento in poi, il declino della popolazione è stato acuto. La popolazione di fatto che, secondo le tabelle pubblicate dall'Istituto Nacional de Estadística di 10 in 10 anni, aveva Tollos il 1º novembre 2011 era a 44 abitanti, 24 maschi e 20 donne. Il ripopolamento di Tollos negli ultimi anni è dovuto alla creazione di una residenza di terza età in cui i suoi residenti sono registrati nel comune. Un'altra fonte di popolazione sono gli ex emigranti che, quando arrivano alla loro età pensionabile, ritornano lunghi periodi ai loro Tollos natali, e che in gran parte decidono di registrarvi nuovamente.
Grafico dell'evoluzione demografica di Tollos tra il 1857 e il 2018

Grafico (2) dell'evoluzione demografica di Tollos tra il 1857 e il 2018

| 1857 | 1860 | 1877 | 1887 | 1897 | 1900 | 1910 | 1920 |
| ---- | ---- | ---- | ---- | ---- | ---- | ---- | ---- |
| 326  | 354  | 277  | 247  | 230  | 210  | 178  | 208  |
| 1930 | 1940 | 1950 | 1960 | 1970 | 1981 | 1991 | 1996 |
| 206  | 198  | 192  | 148  | 112  | 49   | 42   | 47   |
| 2001 | 2004 | 2011 | 2013 | 2016 | 2017 | 2018 |      |
| 41   | 34   | 44   | 36   | 53   | 50   | 56   |      |

## Storia
La terminologia della popolazione è molto antica, essendo stata trovata in tre rifugi di les Coves Roges con campioni di arte rupestre macroschematica. L'origine dell'attuale posizione è incerta, con le prime notizie documentarie si dice che avvenga subito dopo la conquista del XIII secolo, in cui un suo Tulu ("castello di Tollos") che faceva parte dei domini di Al-Azraq (1245). La sua parrocchia fu annessa a quella della Benimassot dal XVI secolo.
Il termine divenne parte della signoria dei marchesi di Guadalest e, dopo l'espulsione dei Moriscos (1609), lo spopolamento e il ripopolamento fu particolarmente lento. Alla fine è andato alla Casa Marquisese Ariza.

## Politica
Tollos è governata da una corporazione locale formata da consiglieri eletti ogni quattro anni dal suffragio universale che a sua volta elegge un sindaco. Il censimento elettorale è composto da tutti i residenti registrati a Tollos che hanno 18 anni di età e i cittadini della Spagna e di altri paesi membri dell'Unione europea. Secondo le disposizioni della legge sul sistema elettorale generale, che stabilisce il numero di consiglieri ammissibili a seconda della popolazione del comune, la Società municipale di Tollos è composta da 3 consiglieri. La città di Tollos è attualmente presieduta dalla PP e si compone di 3 consiglieri di questo partito.
| Legislatura | Nome                     | Partito   |
| ----------- | ------------------------ | --------- |
| 1979 - 1983 | José María Fortuny Más   | UCD       |
| 1983 - 1987 | José María Fortuny Más   | AP        |
| 1987 - 1991 | Francisco Catalá Nadal   | PSPV-PSOE |
| 1991 - 1995 | José Joaquín Nadal Seguí | PP        |
| 1995 - 1999 | José Joaquín Nadal Seguí | PP        |
| 1999 - 2003 | José Joaquín Nadal Seguí | PP        |
| 2003 - 2007 | José Joaquín Nadal Seguí | PP        |
| 2007 - 2011 | José Joaquín Nadal Seguí | PP        |
| 2011 - 2015 | Félix Frau Seguí         | PP        |
| 2015 - 2019 | Félix Frau Seguí         | PP        |

|                                         |                  |      |         |             |             |
| Elezioni comunali del 24 maggio 2015    |                  |      |         |             |             |
| Partito                                 | Candidato        | Voti | Voti    | Consiglieri | Consiglieri |
| Festa popolare                          | Félix Frau Seguí | 22   | 68,75 % | 3           | 0           |
| Fonte: Ministero dell'Interno (Spagna). |                  |      |         |             |             |

## Economia
L'agricoltura e il bestiame, molto importanti nel passato, sono in recesso. Dei 400 ettari coltivati nel 1960, nel 2003 sono rimasti solo 50 ettari, in particolare gli ulivi e alcuni alberi di ciliegio. Il forte bestiame del passato, d'altra parte, spiega la scarsa vegetazione arborea del termine ancora presente; l'industria è inesistente. Negli ultimi anni, l'attività economica tende verso il settore dei servizi (ristoranti, servizi alle persone anziane).

## Infrastrutture e trasporti
Il termine Tollos è attraversato da due strade. CV-720 collega la Alcoià con la Marina Alta, a partire da Gorga ed è la principale; il CV-713 collega Tollos con La Vall d'Alcalà e il CV-700

## Patrimonio

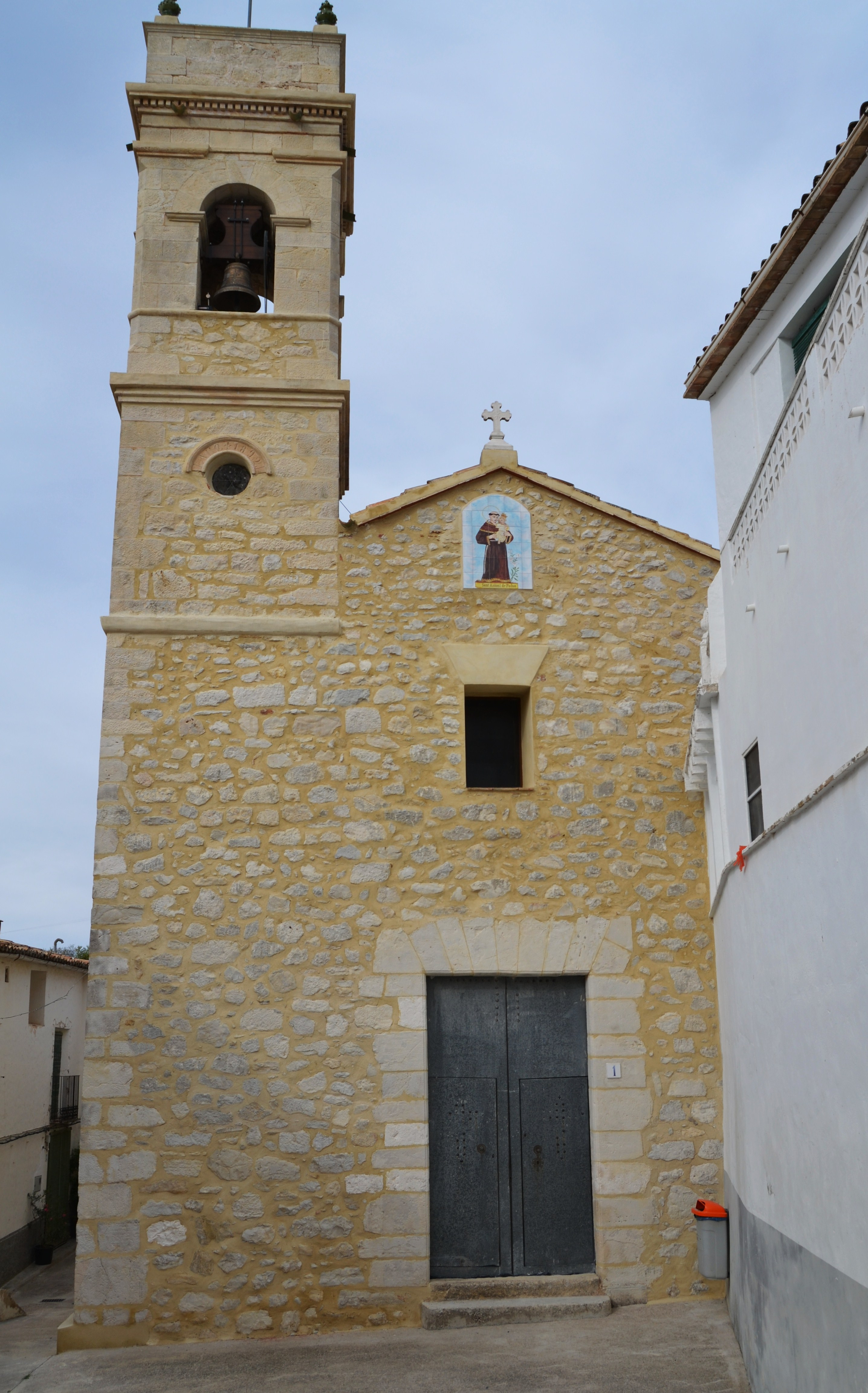
Chiesa di San Antonio di Padova

- Chiesa parrocchiale: dedicata a San Antonio di Padova. È dichiarato bene di rilevanza locale.[8]
- Vecchia fontana: una delle fonti di acqua che fornisce acqua alla città.

### Patrimonio naturale
- Canyon Malafí: gola nord-est scende verso il fiume Gorgos formando il canyon dell'Inferno, che possono essere visitati per mezzo di sentieri.

## Cultura

### Festività
- San Vincente Ferrer: si svolgono ad aprile.
- Festività: sono celebrate in onore di San Antonio di Padova e della Vergine del Rosario dal 25 luglio

### Gastronomia
Piatti tipici di Tollos includono mintxos e Blat picat.